# Анархизм и вопросы, связанные с любовью и сексом
Крупные мыслители-анархисты (кроме Прудона) в целом поддерживали равенство полов. Сторонники свободной любви иногда восходят к Джозайе Уоррену и экспериментальным сообществам, рассматривая сексуальную свободу как выражение самопринадлежности человека. Свободная любовь особенно подчёркивала права женщин. В Гринвич-Виллидж в Нью-Йорке «богемные» феминистки и социалисты выступали за самореализацию и удовольствие как для мужчин, так и для женщин. В Европе и Северной Америке движение за свободную любовь объединило идеи, возрождённые утопическим социализмом, анархизмом и феминизмом, чтобы атаковать «лицемерную» сексуальную мораль викторианской эпохи.

## Начало
Основные мыслители-анархисты среди мужчин, за исключением Пьера-Жозефа Прудона, решительно поддерживали равенство полов. Михаил Бакунин, например, выступал против патриархата и того, как закон «подчиняет [женщин] абсолютному господству мужчины». Он утверждал, что «равные права должны принадлежать мужчинам и женщинам», чтобы женщины могли «стать независимыми и свободно формировать свой собственный образ жизни». Бакунин предвидел «полную сексуальную свободу женщин» и конец «авторитарной юридической семьи». Прудон, с другой стороны, рассматривал семью как самую основную ячейку общества и морали и считал, что женщины несут ответственность за выполнение традиционной роли в семье.
В книге Оскара Уайльда «Душа человека при социализме» он страстно выступает за эгалитарное общество, в котором богатство разделяется между всеми, и предупреждает об опасностях авторитарного социализма, который сокрушит индивидуальность. Позже он прокомментировал: «Я думаю, что я больше, чем социалист. Я что-то вроде анархиста, я полагаю». Левую либертарианскую политику Уайльда разделяли и другие деятели, активно выступавшие за гомосексуальную эмансипацию в конце 19 века, в том числе Джон Генри Маккей и Эдвард Карпентер. В августе 1894 года Уайльд написал своему возлюбленному лорду Альфреду Дугласу, чтобы рассказать об «опасном приключении». Он отправился в плавание с двумя прекрасными мальчиками, Стивеном и Альфонсо, и попал в шторм. «Нам потребовалось пять часов в ужасный шторм, чтобы вернуться! [И мы] не доходили до пристани до одиннадцати часов ночи, всю дорогу кромешная тьма и страшное море… Все рыбаки ждали нас»… Усталые, замёрзшие и «мокрые до нитки» трое мужчин немедленно «прилетели в гостиницу за горячим бренди и водой». Но была проблема. На пути стоял закон: «Поскольку был одиннадцатый час вечера воскресенья, хозяин не мог продать нам ни коньяка, ни каких-либо спиртных напитков! Поэтому он должен был отдать его нам. Результат не разочаровал, но какие законы!»… Уайльд заканчивает рассказ словами: «И Альфонсо, и Стивен теперь анархисты, нечего и говорить».

## Свободная любовь и анархизм

### Соединённые Штаты

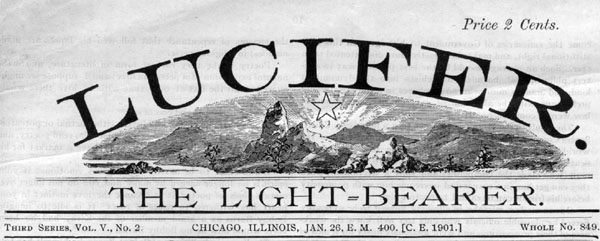
Люцифер Светоносец, влиятельный американский анархистский журнал о свободной любви.

Важным течением в американском индивидуалистическом анархизме была свободная любовь. Сторонники свободной любви иногда восходят к Джозайе Уоррену и экспериментальным сообществам, рассматривая сексуальную свободу как ясное, прямое выражение личной собственности человека. Свободная любовь особенно подчёркивала права женщин, поскольку большинство сексуальных законов дискриминировали женщин: например, законы о браке и меры по ограничению рождаемости. Самым важным американским журналом о свободной любви был «Lucifer the Lightbearer» (1883—1907) под редакцией Мозеса Хармана и Лоис Вайсбрукер, но также существовали «The Word» Эзры Хейвуда и Анджелы Хейвуд (1872—1890, 1892—1893). Также М. Е. Лазарус был важным американским анархистом-индивидуалистом, пропагандировавшим свободную любовь.
«Free Society» (1895—1897 — The Firebrand ; 1897—1904 — «Свободное общество») — крупная анархистская газета в США конца девятнадцатого и начала двадцатого веков. Издание стойко выступало за свободную любовь и права женщин, а также критиковало «Комстокерство» — цензуру сексуальной информации. Сознательно бросив вызов «комстокизму» в акте гражданского неповиновения, The Firebrand опубликовал в 1897 году книгу Уолта Уитмена «Женщина ждёт меня»; Эй Джей Поуп, Эйб Исаак и Генри Аддис были быстро арестованы и обвинены в публикации непристойной информации для стихотворения Уитмена и письма «Это зависит от женщин», подписанного АЕК. В письме АЕК представлены различные гипотезы женщин, отказывающихся или соглашающихся на секс с их мужьями или любовниками, и утверждал, что истинное освобождение требует образования обоих полов и особенно женщин.
В Гринвич-Виллидж в Нью-Йорке «богемные» феминистки и социалисты выступали за самореализацию и удовольствие для женщин (а также мужчин) «здесь и сейчас», а также выступали против Первой мировой войны и за другие анархистские и социалистические идеи. Они поощряли игру с сексуальными ролями и сексуальностью, и открыто бисексуальная радикалка Эдна Сент-Винсент Миллей и анархистка-лесбиянка Маргарет Андерсон были среди них видными. Коллектив The Villagers черпали вдохновение у работниц-иммигрантов (в основном анархистов) периода 1905—1915 годов и у «Социализма Новой Жизни» Эдварда Карпентера, Хэвлока Эллиса и Олив Шрайнер. Дискуссионные группы, организованные The Villagers, часто посещала Эмма Гольдман, среди прочих. Магнус Хиршфельд отметил в 1923 году, что Гольдман "смело и настойчиво выступала за права личности, особенно за тех, кто лишён своих прав. Так получилось, что она была первой и единственной женщиной, даже первой и единственной американкой, взявшейся на защиту гомосексуальной любви перед широкой публикой. Фактически, до Гольдман гетеросексуальный анархист Роберт Рейцель (1849—1898) положительно отзывался о гомосексуальности с начала 1890-х годов в своём немецкоязычном журнале «Der arme Teufel» (Детройт).
В Европе и Северной Америке движение за свободную любовь объединило идеи, возрождённые утопическим социализмом, с анархизмом и феминизмом, чтобы атаковать «лицемерную» сексуальную мораль викторианской эпохи, а также институты брака и семьи, которые считались порабощающими женщин. Свободные любовники выступали за добровольные сексуальные союзы без вмешательства государства и подтверждали право на сексуальное удовольствие как для женщин, так и для мужчин, иногда явно поддерживая права гомосексуальных людей и проституток. В течение нескольких десятилетий приверженность «свободной любви» получила широкое распространение среди европейских и американских анархистов, но этим взглядам противостояли доминирующие в то время левые деятели: марксисты и социал-демократы. Радикальная феминистка и социалистка Виктория Вудхалл была исключена из Международной ассоциации рабочих в 1871 году за участие в движении за свободную любовь и связанных с ним движениях. Действительно, при поддержке Маркса американское отделение организации было очищено от пацифистских, антирасистских и феминистских элементов, которые обвинялись в том, что они уделяют слишком много внимания вопросам, не связанным с классовой борьбой, и поэтому считались несовместимыми с «научным социализмом» Маркса и Энгельса.

### Европа
Французские и испанские индивидуалистические анархистские круги имели сильное чувство личного либертарианства и экспериментирования. Содержание свободной любви начало оказывать сильное влияние в кругах анархистов-индивидуалистов, а оттуда оно распространилось на остальную часть анархизма, также появлявшуюся в испанских анархистских индивидуалистических группах.
«В этом смысле теоретические положения и жизненный опыт французского индивидуализма глубоко иконоборчны и скандальны даже в либертарианских кругах. Призыв нудистского натуризма, решительная защита методов контроля над рождаемостью, идеи „союзов эгоистов“ с сексуальными практиками как единственным основанием, которые постараемся воплотить в жизнь, не без труда наладят образ мыслей и действий, и вызовут сочувствие у одних и сильное неприятие у других». Периодические издания, участвующие в этом движении, включают L’En-Dehors во Франции и Iniciales и La Revista Blanca в Испании.

#### Эмиль Арман

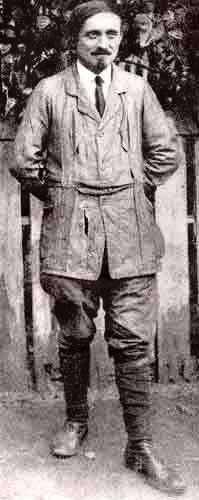
Эмиль Арман

Главным пропагандистом свободной любви в рамках европейского индивидуалистического анархизма был Эмиль Арман. Он выступал за натуризм (см. анархо-натуризм) и полиаморию, и он придумал концепцию la camaraderie amoureuse. Он написал много пропагандистских статей на эту тему, таких как «De la liberté sexuelle» (1907), где он выступал не только за расплывчатую свободную любовь, но и за множественность партнёров, которую он называл «множественной любовью». В индивидуалистическом анархистском журнале L’En-Dehors он и другие продолжали в том же духе. Арман воспользовался этой возможностью, чтобы изложить свои тезисы в поддержку революционного сексуализма и «любовного товарищества», которые в нескольких отношениях отличались от традиционных взглядов сторонников свободной любви.
Позже Арман утверждал, что с индивидуалистической точки зрения нет ничего предосудительного в том, чтобы заниматься «любовью», даже если человек не испытывает очень сильных чувств к своему партнёру. «Тезис camaraderie amoureuse, — объяснял он, — подразумевает свободный договор об ассоциации (который может быть аннулирован без предварительного уведомления по предварительному соглашению), заключённый между анархистами-индивидуалистами разного пола, придерживающимися необходимых стандартов сексуальной гигиены, с целью защита других сторон договора от определённых рисков любовного опыта, таких как неприятие, разрыв, исключительность, собственничество, уникальность, кокетство, капризы, безразличие, кокетство, пренебрежение к другим и проституция». Он также опубликовал «Борьбу против жалюзи и революционного сексуализма» (1926 г.), за которой последовали «Се que nous entendons par liberté de l’amour» (1928 г.), «La Camaraderie amoureuse ou „chiennerie sexuelle“» (1930 г.) и, наконец,, La Révolution sexuelle et la camaraderie amoureuse (1934), книга объёмом почти 350 страниц, содержащая большую часть его работ о сексуальности.
В тексте 1937 года он упомянул среди индивидуалистических целей практику образования добровольных ассоциаций для чисто сексуальных целей гетеросексуального, гомосексуального или бисексуального характера или их комбинации. Он также поддерживал право личности на смену пола и заявлял о своей готовности реабилитировать запретные удовольствия, нонконформистские ласки (лично он был склонен к вуайеризму), а также содомию. Это побудило его отводить все больше и больше места тем, кого он называл «сексуальными нонконформистами», исключая при этом физическое насилие. Его воинственность также включала перевод текстов таких людей, как Александра Коллонтай и Вильгельм Райх, и создание ассоциаций свободной любви, которые пытались претворить в жизнь любовное товарищество (la camaraderie amoureuse) через реальный сексуальный опыт.
Престиж предмета свободной любви к Арману в анархистских кругах был таков, что побудил молодую аргентинскую анархистку Америку Скарфо спросить у Армана в письме совета, как справиться с отношениями, которые у неё были с печально известным итальянским анархистом Северино Ди Джованни. Ди Джованни был ещё женат, когда они начали отношения. Письмо было опубликовано в «L’En-Dehors» 20 января 1929 года под заголовком «Опыт» вместе с ответом Э. Армана. Арман ответил Скарфо: «Товарищ: Моё мнение мало что значит в том, что вы присылаете мне о том, что вы делаете. Согласны ли вы или нет в глубине души со своим личным представлением об анархистской жизни? Если да, то игнорируйте комментарии и оскорбления других и продолжайте идти своим путём. Никто не вправе судить о вашем поведении, даже если бы жена вашего друга враждебно относилась к этим отношениям. Всякая женщина в союзе с анархистом (или наоборот), очень хорошо знает, что она не должна проявлять над ним или принимать от него господство в любом роде».

#### Эррико Малатеста
Заслуживает внимания трактовка вопроса любви влиятельным итальянским анархистом Эррико Малатеста. Малатеста говорит в «Любви и анархии»: «Давайте устраним эксплуатацию человека человеком, давайте бороться с жестоким притязанием мужчины, который думает, что владеет женщиной, давайте бороться с религиозными, социальными и сексуальными предрассудками, давайте расширять образование, и тогда мы будем счастливы в пределах разума, если зол не больше, чем любви. Во всяком случае, те, кому не везёт в любви, добудут себе другие удовольствия, ибо не будет так, как сегодня, когда любовь и алкоголь являются единственными утешениями большинства человечества».

## Анархо-феминизм
Анархо-феминизм был вдохновлён авторами и теоретиками конца 19-го и начала 20-го века, такими как анархо-феминистки Эмма Гольдман, Вольтерин де Клер и Люси Парсонс. Во время гражданской войны в Испании анархо-феминистская группа Mujeres Libres («Свободные женщины»), связанная с Federación Anarquista Ibérica, была организована для защиты как анархистских, так и феминистских идей, тогда как Штирнеристская Ницшеанская феминистка Федерика Монсени считала, что «эмансипация женщин приведёт к более быстрой реализации социальной революции» и что «революция против сексизма должна исходить от интеллектуальных и воинственных „женщин будущего“. Согласно этой ницшеанской концепции Федерики Монсени, женщины могли через искусство и литературу осознать необходимость пересмотра своих собственных ролей.»
С 1860-х годов радикальная анархистская критика капитализма и государства сочеталась с критикой патриархата. Таким образом, анархо-феминистки исходят из того, что в современном обществе доминируют мужчины. Авторитарные черты и ценности — доминирование, эксплуатация, агрессия, конкуренция. и т. д. — являются неотъемлемой частью иерархических цивилизаций и считаются «мужскими». Напротив, неавторитарные черты и ценности — сотрудничество, участие, сострадание, чувствительность — считаются «женскими» и обесцениваются. Таким образом, анархо-феминистки выступили за создание неавторитарного анархистского общества. Они называют создание общества, основанного на сотрудничестве, обмене, взаимопомощи и т. д., «феминизацией общества».

### Эмма Гольдман

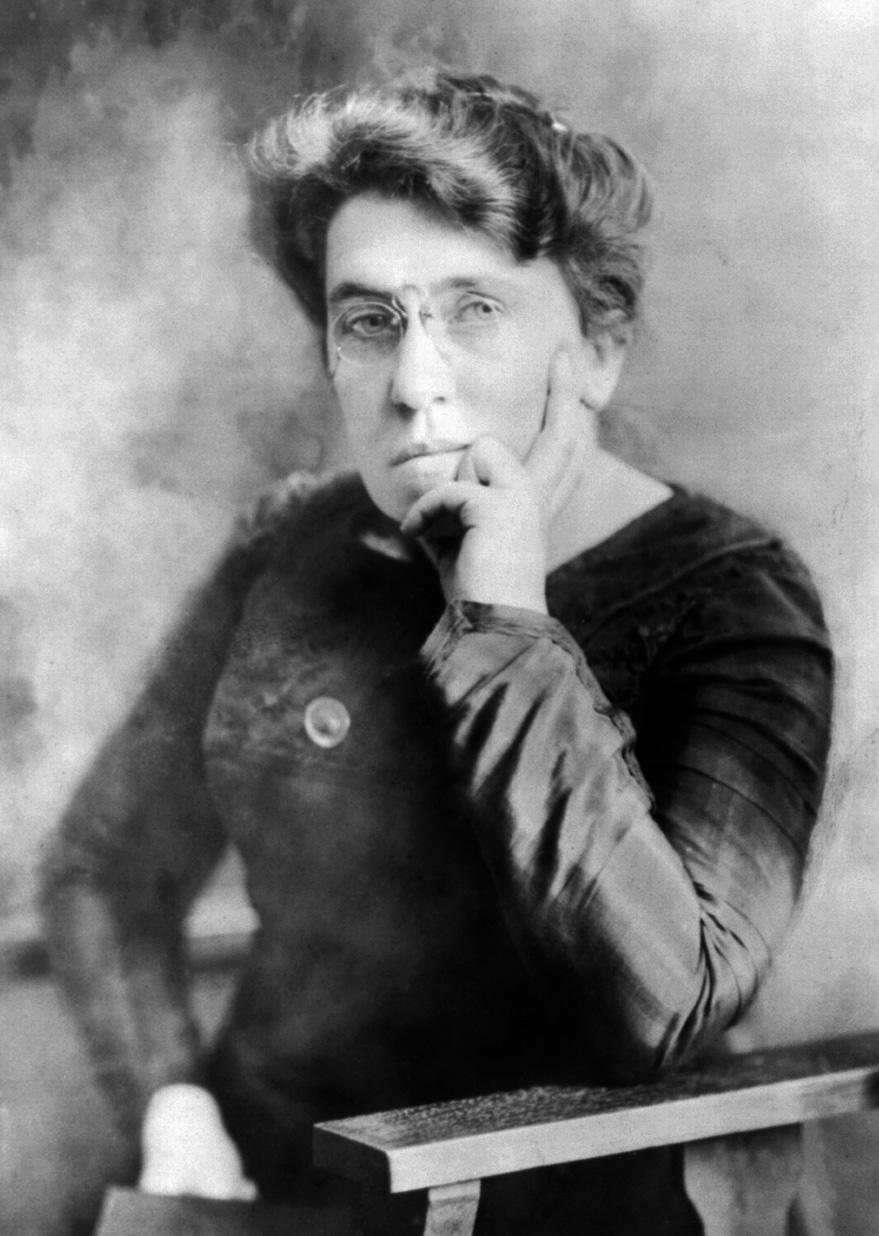
Эмма Гольдман

Хотя она была враждебна феминизму первой волны и его суфражистским целям, Эмма Гольдман страстно выступала за права женщин, и сегодня её провозглашают основательницей анархо-феминизма, который бросает вызов патриархату как иерархии, которой необходимо сопротивляться наряду с государственной властью и классом. подразделения. В 1897 году она писала: «Я требую независимости женщины, её права содержать себя, жить для себя, любить кого угодно или сколько угодно. Я требую свободы для обоих полов, свободы действий, свободы в любви и свободы материнства».
Медсестра по образованию, Эмма Гольдман была одним из первых сторонников просвещения женщин по вопросам контрацепции. Как и многие современные феминистки, она рассматривала аборт как трагическое следствие социальных условий, а контроль над рождаемостью — как положительную альтернативу. Гольдман также был сторонником свободной любви и ярым критиком брака. Она считала ранних феминисток ограниченными в своих возможностях и ограниченными социальными силами пуританства и капитализма. Она писала: «Мы нуждаемся в беспрепятственном росте из старых традиций и привычек. Движение за женскую эмансипацию сделало пока лишь первый шаг в этом направлении».

#### Половое воспитание
Гольдман в своём эссе о современной школе также коснулась вопроса полового воспитания. Она осудила, что «педагоги также знают о злых и зловещих последствиях невежества в вопросах пола. Тем не менее, у них нет ни понимания, ни человечности, достаточной, чтобы разрушить стену, воздвигнутую пуританством вокруг секса… Если бы мужчину и женщину в детстве приучили к прекрасному товариществу, это нейтрализовало бы чрезмерно разделённое половое состояние обоих и способствовало бы эмансипации женщины гораздо больше, чем все законы о сводах законов и её избирательном праве»

### «Свободные женщины»
Mujeres Libres («Свободные Женщины») была анархистской женской организацией в Испании, целью которой было расширение прав и возможностей женщин из рабочего класса. Она была основана в 1936 году Люсией Санчес Саорниль, Мерседес Комапосада и Ампаро Поч-и-Гасконом и насчитывала около 30 000 членов. Организация основывалась на идее «двойной борьбы» за освобождение женщин и социальную революцию и утверждала, что эти две цели одинаково важны и должны преследоваться параллельно. Чтобы получить взаимную поддержку, они создали сети женщин-анархистов. Были созданы «летающие детские сады», чтобы привлечь больше женщин к профсоюзной деятельности.
В революционной Испании 1930-х годов многие анархистки были возмущены тем, что они считали стойким сексизмом среди мужчин-анархистов и их маргинальным статусом в движении, которое якобы стремилось отменить господство и иерархию. Они считали женские проблемы неотделимыми от социальных проблем дня; хотя они разделяли стремление своего товарища к социальной революции, они также настаивали на признании способностей женщин и организовывались в своих сообществах для достижения этой цели. Ссылаясь на утверждение анархистов о том, что средства революционной борьбы должны моделировать желаемую организацию революционного общества, они отвергли утверждение господствующего испанского анархизма о том, что равенство полов автоматически вытекает из социальной революции. Чтобы подготовить женщин к руководящей роли в анархистском движении, они организовали школы, социальные группы только для женщин и газету только для женщин, чтобы женщины могли обрести чувство собственного достоинства и уверенность в своих способностях и общаться друг с другом для развития своего политического сознания.
Люсия Санчес Саорниль была главной основательницей испанской анархо-феминистской федерации Mujeres Liberes, открыто заявлявшей о своём лесбиянстве. В юном возрасте она начала писать стихи и связала себя с зарождающимся ультраистским литературным движением. К 1919 году она была опубликована в различных журналах, включая Los Quijotes, Tableros, Plural, Manantial и La Gaceta Literaria. Работая под мужским псевдонимом, она смогла исследовать лесбийские темы в то время, когда гомосексуальность была криминализирована и подвергалась цензуре и наказанию. Недовольная шовинистическими предрассудками своих собратьев-республиканцев, Лусия Санчес Саорниль объединилась с двумя компаньонами, Мерседес Комапосада и Ампаро Поч-и-Гасконом, чтобы сформировать Mujeres Libres в 1936 году. Mujeres Libres была автономной анархистской организацией женщин, приверженной «двойной борьбе» за освобождение женщин и социальную революцию. Люсия и другие «свободные женщины» отвергли господствовавшее мнение о том, что гендерное равенство естественным образом возникнет в бесклассовом обществе. Когда разразилась гражданская война в Испании, Mujeres Libres быстро выросла до 30 000 членов, организуя женские социальные пространства, школы, газеты и программы по уходу за детьми.

## Квир-анархизм

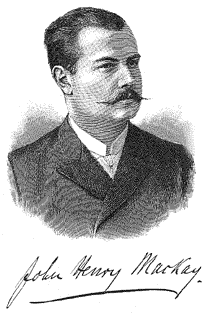
Джон Генри Маккей, индивидуалист-анархист, защитник прав ЛГБТ.

Выдвижение анархизмом на первый план индивидуальных свобод способствовало естественному браку с гомосексуальностью в глазах многих, как внутри, так и за пределами анархистского движения. Эмиль Ситтья в Das Kuriositäten-Kabinett (1923) писал о гомосексуальности, что «очень многие анархисты имеют эту тенденцию. Так я нашёл в Париже венгерского анархиста Александра Сомми, который на основе этой идеи основал гомосексуальную анархистскую группу». Его точка зрения подтверждается Магнусом Хиршфельдом в его книге 1914 года Die Homosexualität des Mannes und des Weibes: «В рядах относительно небольшой партии, анархистов, мне казалось, что пропорционально больше гомосексуальных и женоподобных людей, чем в других». Итальянский анархист Луиджи Бертони (которого Ситтья также считал гомосексуальным) заметил, что «анархисты требуют свободы во всем, в том числе и в сексуальности. Гомосексуальноссть ведёт к здоровому чувству эгоизма, к которому должен стремиться каждый анархист».
Писатель и анархо-синдикалист Ульрих Линзе писал о «резко очерченной фигуре берлинской индивидуалистической анархистской культурной сцены около 1900 года», «не по годам развитому Йоханнесу Хольцманну» (известному как Сенна Хой): «приверженец свободной любви, [Хой] прославлял гомосексуальность как „поборник культуры“ и участвовал в борьбе против параграфа 175». Молодой Хой (родился в 1882 году) опубликовал эти взгляды в своём еженедельном журнале («Кампф») за 1904 год, тираж которого в следующем году достиг 10 000 экземпляров. Немецкий психотерапевт-анархист Отто Гросс также много писал об однополой сексуальности как мужчин, так и женщин, и выступал против её дискриминации. В 1920-х и 1930-х годах французский издатель-анархист-индивидуалист Эмиль Арман выступал за принятие свободной любви, включая гомосексуальность, в своём журнале L’En-Dehors.

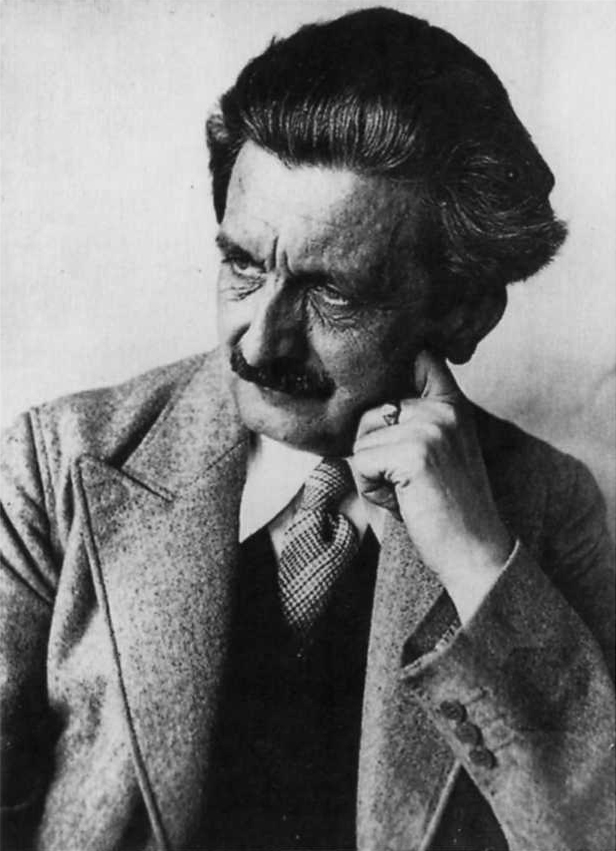
Адольф Бранд, анархо-эгоист и гей-активист

С 1906 года труды и теории Джона Генри Маккея оказали значительное влияние на организацию Адольфа Брандса Gemeinschaft der Eigenen. Анархист-индивидуалист Адольф Бранд изначально был членом Научно-гуманитарного комитета Хиршфельда, но сформировал отколовшуюся группу. Бранд и его коллеги, известные как Gemeinschaft der Eigenen, находились под сильным влиянием гомосексуального анархиста Джона Генри Маккея. Они были против медицинской характеристики гомосексуальности Хиршфельдом как области «промежуточного пола» и презирали еврея Хиршфельда. Эвальд Чек, ещё один гомосексуальный писатель-анархист той эпохи, регулярно писал для журнала Адольфа Брандса Der Eigene и писал в 1925 году, что Научный гуманитарный комитет Хиршфельда представляет опасность для немецкого народа, изображая Хиршфельда карикатурно как «доктор Фельдхирш».
Der Eigene был первым гей-журналом в мире, который издавался с 1896 по 1932 год Адольфом Брандом в Берлине. Бранд сам написал много стихов и статей. Среди других участников были Бенедикт Фридлендер, Ханс Хайнц Эверс, Эрих Мюзам, Курт Хиллер, Эрнст Бурхард, Джон Генри Маккей, Теодор Лессинг, Клаус Манн и Томас Манн, а также художники Вильгельм фон Глоден, Фидус и Саша Шнайдер. У журнала могло быть в среднем около 1500 подписчиков на выпуск во время его выпуска, но точные цифры неизвестны. После прихода к власти нацистов Бранд стал жертвой преследований, и его журнал был закрыт.

### Анархистская гомофобия
Несмотря на эти поддерживающие позиции, анархистское движение того времени определённо не было свободно от гомофобии: в передовой статье влиятельного испанского анархистского журнала за 1935 год утверждалось, что анархист не должен даже общаться с гомосексуальными людьми, не говоря уже о том, чтобы быть таковым: «Если ты анархист, значит, ты более нравственно честен и физически силён, чем обычный человек. А кому нравятся инверты, тот не настоящий мужчина, а значит, и не настоящий анархист».
Даниэль Герен был ведущей фигурой французских левых с 1930-х годов до своей смерти в 1988 году. Выйдя в свет в 1965 году, он говорил о крайней враждебности к гомосексуальности, которая пронизывала левых на протяжении большей части 20-го века. «Не так много лет назад объявить себя революционером и признать себя гомосексуальным было несовместимо», — писал Герен в 1975 году. В 1954 году Герен подвергся широкой критике за своё исследование отчётов Кинси, в которых он также подробно описал притеснение гомосексуальных людей во Франции: «Самая резкая [критика] исходила от марксистов, которые склонны серьёзно недооценивать форму угнетения, которой является антисексуальный терроризм. Я ожидал этого, конечно, и я знал, что, публикуя свою книгу, я рисковал подвергнуться нападкам со стороны тех, к кому я чувствую себя ближе всего на политическом уровне». Позднее сексуальные анархисты продолжили в том же духе.
Эмиль Арман выступал за анархо-натуризм и полиаморию. Он также призвал к созданию добровольных ассоциаций для чисто сексуальных целей гетеросексуального, гомосексуального или бисексуального характера или их комбинации. Анархо-феминизм был вдохновлён авторами и теоретиками конца 19-го и начала 20-го века, такими как анархо-феминистки Эмма Гольдман, Вольтерина де Клер и Люси Парсонс. Эмиль Ситтья в Das Kuriositäten-Kabinett (1923) писал о гомосексуальности, что «очень многие анархисты имеют эту тенденцию… Гомосексуальность ведёт к здоровому чувству эгоизма, к которому должен стремиться каждый анархист».

## Вторая половина XX века и современность

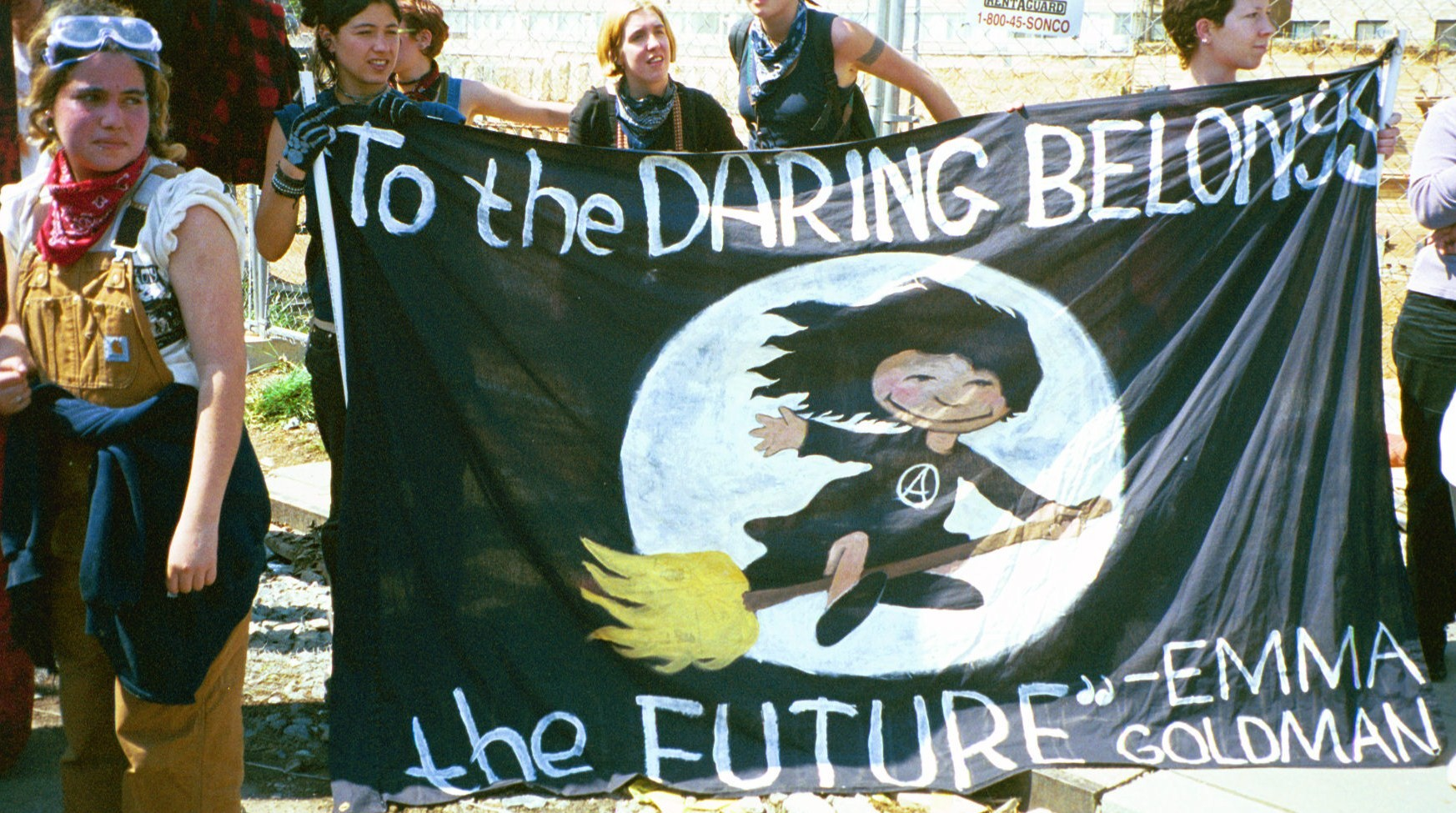
Молодые анархо-феминистки на антиглобалистском протесте цитируют Эмму Гольдман

Работы французского бисексуального анархиста Даниэля Герена дают представление о напряжённости, которую часто испытывают сексуальные меньшинства среди левых. Он был ведущей фигурой французских левых с 1930-х годов до своей смерти в 1988 году. Совершив каминг-аут в 1965 году, он говорил о крайней враждебности к гомосексуальности, которая пронизывала левых на протяжении большей части XX века. «Не так много лет назад объявить себя революционером и признать себя гомосексуальным было несовместимо», — писал Герен в 1975 году. В 1954 году Герен подвергся широкой критике за своё исследование отчётов Кинси, в которых он также подробно описал притеснение гомосексуальных людей во Франции. «Самая жёсткая [критика] исходила от марксистов, которые склонны серьёзно недооценивать форму угнетения, которой является антисексуальный терроризм. Я ожидал этого, конечно, и я знал, что, публикуя свою книгу, я рисковал подвергнуться нападкам со стороны тех, к кому я чувствую себя ближе всего на политическом уровне». После публичного выступления в 1965 году левые бросили Герена, а его статьи о сексуальном освобождении подверглись цензуре или были отказаны в публикациях левыми журналами. С 1950-х Герен отошёл от марксизма-ленинизма к синтезу анархизма и коммунизма, который допускал индивидуализм, отвергая капитализм. Герен участвовал в майском восстании 1968 года и был частью французского движения за освобождение геев, возникшего после событий. Спустя десятилетия Фредерик Мартель назвал Герена «дедушкой французского гомосексуального движения».
Британский анархо-пацифист Алекс Комфорт прославился тем, что написал книгу-бестселлер по сексу «Радость секса» (1972) в контексте сексуальной революции. Организация Queer Fist была создана в Нью-Йорке и идентифицирует себя как «антиассимиляционистскую, антикапиталистическую, антиавторитарную группу уличных действий, объединившуюся, чтобы обеспечить прямое действие и радикальный квир- и транс-идентифицированный голос на протестах против Республиканского национального съезда (RNC)». Анархо-феминизм продолжается в новых формах, таких как боливийский коллектив Mujeres Creando или испанский анархо-феминистский сквот Eskalera Karakola. Современные анархо-феминистские писатели/теоретики включают Л. Сьюзен Браун и эко-феминистку Стархок.
В 1993 году «Бостонская анархистская пьяная бригада» подвергла критике анархистов, поддерживающих и участвующих в антипорнографическом движении, заявив, что «Цензоры, включая тех, кто называет себя анархистами, являются врагами свободы, а поддерживающие их анархисты ставят под сомнение их приверженность свободному обществу».
Проблема свободной любви была специально рассмотрена французским философом- анархогедонистом Мишелем Онфрэ в таких работах, как «Théorie du corps amoureux : pour une érotique solaire» (2000) и «TL’invention du plaisir : fragments cyréaniques»(2002).

### Анархисты на высоких каблуках

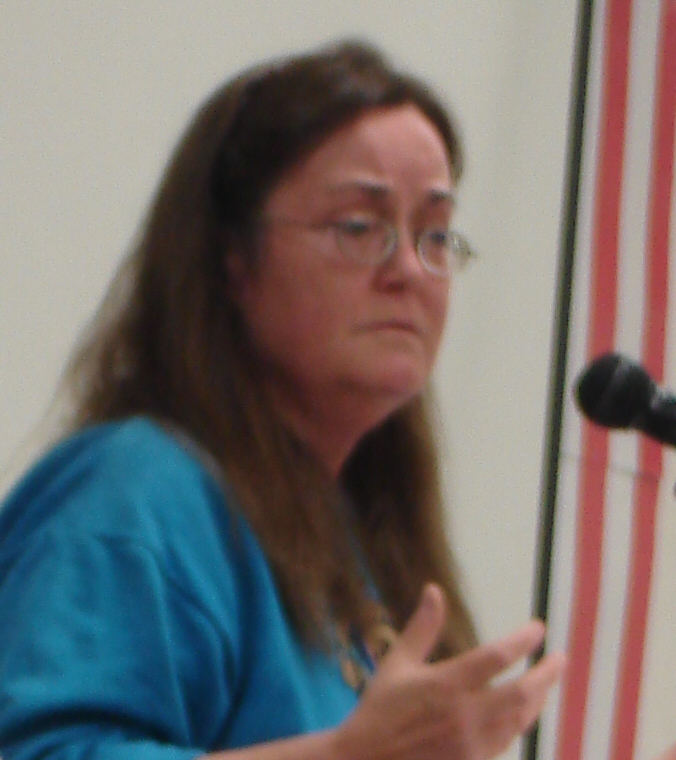
Венди МакЭлрой, автор книги « XXX: право женщины на порнографию».

«Анархисты на высоких каблуках» — это анархисты (иногда радикалы или либертарианцы), работающие в секс-индустрии. Этот термин можно найти в книге Венди МакЭлрой «XXX: Право женщины на порнографию», где порноактриса Вероника Харт даёт следующий комментарий, услышав слово «феминистка»:
«Мне не нужно, чтобы Андреа Дворкин говорила мне, что думать или как себя вести». […] "И мне не нравится, когда меня называют психологически ущербной! У меня есть друзья в бизнесе, которые называют себя «анархистами на высоких каблуках». Они хотели бы поговорить с ней.